# 1978年8月教宗選舉秘密會議
1978年8月教宗選舉秘密會議因教宗保祿六世在1978年8月6日於羅馬岡多菲堡宗座宮（教宗夏宮）離世後而召集舉行。會議從1978年8月25日開始，經過四輪投票後，在8月26日18時24分，會議舉行地西斯廷小堂的煙囪冒出白煙，表示樞機團已選出新教宗，當選者為威尼斯宗主教區宗主教，65歲意大利籍樞機阿爾比諾·盧恰尼，並取名號為「若望·保祿一世」。

## 背景
1978年8月6日，保祿六世因心臟病發於羅馬岡多菲堡宗座宮（教宗夏宮）離世，終年80歲。保祿六世離世19天後，1978年8月教宗選舉秘密會議於1978年8月25日正式開始，此次教宗選舉秘密會議也是最多樞機參加的其中一次。
根據教宗保祿六世於1970年11月21日發布的自動手諭，宗座出缺時已滿80歲的樞機將不能參與教宗選舉秘密會議。未滿80歲的樞機中年齡最長者會代替因超齡不能參加該次選舉的樞機團團長卡羅·孔法洛涅里樞機和樞機團副團長保羅·馬雷拉樞機。在自己不當選的前提下，也將在選舉結束時詢問教宗當選人是否接受選舉結果以及其教宗名號。如未滿80歲的樞機中年齡最長者當選教宗，上述工作則由未滿80歲的樞機中年齡第二最長者負責。

### 樞機選舉人
儘管當時共有129位樞機，但根據教宗保祿六世於1970年11月21日發布的自動手諭，宗座出缺時已滿80歲的樞機將不能參與教宗選舉秘密會議。
宗座出缺時已滿80歲的樞機有15位，並有3位80歲以下樞機缺席秘密會議，故此能夠參與該次秘密會議的只有111位樞機。

### 候選人
原則上，参加選舉的樞機可以投票給任何已受洗的成年男性天主教徒（即樞機可以投票給非樞機者）。然而，自1378年以來選出的教宗都是樞機。
| 樞機選舉人分布 |                                         |
| -------------- | --------------------------------------- |
| 意大利         | 26                                      |
| 歐洲其餘部分   | 31                                      |
| 北美洲         | 13                                      |
| 拉丁美洲       | 19                                      |
| 非洲           | 13                                      |
| 亞洲           | 9                                       |
| 大洋洲         | 3                                       |
| 選舉人         | 111                                     |
| 缺席           | 3                                       |
| 前任教宗       | 保祿六世（1963年至1978年8月）           |
| 新任教宗       | 若望·保祿一世 （1978年8月至1978年10月） |

## 日期
本次教宗選舉秘密會議在8月25日開始。教宗本篤十五世於1914年規定選舉在宗座出缺後的15日起開始舉行。教宗當時設立這規定主要是因為教宗逝世或辭職後，各地的樞機可以有足夠時間到達梵蒂岡參與教宗選舉秘密會議。如各樞機於限期前已全部到達梵蒂岡則可提早舉行教宗選舉秘密會議。

## 選情
8月25日下午，西斯廷小堂的煙囪冒出了此次選舉的第一次黑煙，這也說明了第一輪投票已經結束，而且最高票者未達總數之三分之二多一票（75票），第一輪投票失敗。8月26日上午，經過了第二輪及第三輪的投票，樞機團依然未達成共識，投票失敗。而於同日下午的第四輪的投票，樞機團達成了共識，於8月26日18時24分，西斯汀小堂的煙囪冒出了白煙，投票成功並選出新教宗。
樞機團首席助祭佩里克爾·費利奇其後登上聖伯多祿大教堂中央陽台向聖伯多祿廣場的信眾以拉丁語宣布新教宗的姓名及名號。該拉丁語宣布如下：
|  | Annuntio vobis gaudium magnum: Habemus Papam! Eminentissimum ac reverendissimum Dominum, Dominum Albinum Sanctæ Romanæ Ecclesiæ Cardinalem Luciani, qui sibi nomen imposuit Ioannis Pauli Primi |

中文翻譯如下：
|  | 我十分高興向你們宣布： 我們有了教宗！ 他是最傑出和最可敬的 神聖羅馬教會阿爾比諾·盧恰尼樞機 以「若望·保祿一世」作為他的名號 |

新教宗的姓名為65歲的阿爾比諾·盧恰尼樞機（Cardinal Albino Luciani），並取名號為「若望·保祿一世」（John Paul I）。阿爾比諾·盧恰尼樞機為史上第一位教宗使用複名作為教宗名號，「若望·保祿一世」是合併了1958年至1963年出任教宗的教宗若望二十三世及1963年至1978年出任教宗的教宗保祿六世的名號，盧恰尼樞機選擇此名號的目的是紀念兩位前教宗。
新教宗其後登上聖伯多祿大教堂中央陽台給予信眾首個宗座祝福（Apostolic Blessing），即「全城與全球」（Urbi et Orbi，全城指教宗駐地羅馬）的降福。
1978年8月教宗選舉秘密會議隨着新教宗登上聖伯多祿大教堂中央陽台給予信眾首個宗座祝福後而正式完結。
這是自1721年來第一次有3位未來教宗同時參與該次教宗選舉秘密會議，3位未來教宗為若望·保祿一世（1978年8月當選）、若望·保祿二世（1978年10月當選）及本篤十六世（2005年當選）。

## 聲稱的選舉結果
參與教宗選舉秘密會議的樞機或因特殊原因而在場的非樞機者不可就秘密會議的任何內容以任何方法向外間（除參與該次教宗選舉秘密會議的樞機則例外）透露，否則會自科絕罰。然而，有部分作家則於自己的著作中寫有聲稱的選舉結果。

### 大衛·耶洛普的聲稱選舉結果
在大衛·耶洛普的著作「以上主之名」（英語：In God's Name，ISBN：0-553-05073-7）中，寫有以下的「選舉結果」：
- 第一輪投票：西里樞機 25，盧恰尼樞機 23，派尼多利樞機 18，羅斯德樞機 12，巴治奧樞機 9，其他樞機 24
- 第二輪投票：西里樞機 35，盧恰尼樞機 30，派尼多利樞機 15，羅斯德樞機 12，其他樞機 24
- 第三輪投票：盧恰尼樞機 68，西里樞機 15，派尼多利樞機 10，其他樞機 18
- 第四輪投票：盧恰尼樞機 99，西里樞機 11，派尼多利樞機 1（選出盧恰尼樞機為新教宗）

### 弗朗西斯·伯克勒的聲稱選舉結果
在弗朗西斯·伯克勒（英語：Francis A. Burkle-Young）的著作「鎖匙的傳承」（英語：Passing the Keys，ISBN：1-56833-130-4）中，寫有以下的「選舉結果」：
- 第一輪投票：西里樞機 25，盧恰尼樞機 23，派尼多利樞機 18，巴治奧樞機 9，科尼格樞機 8，貝托利樞機 5，佩羅尼奧樞機 4，費利奇樞機 2，羅斯德樞機 2，其他15位樞機各得1票
- 第二輪投票：盧恰尼樞機 53，西里樞機 24，派尼多利樞機 15，羅斯德樞機 4，巴喬樞機 4，科迪羅樞機 4，沃伊蒂瓦樞機（後來的若望·保祿二世） 4，費利奇樞機 3
- 第三輪投票：盧恰尼樞機 92，派尼多利樞機 17，羅斯德樞機 2
- 第四輪投票：盧恰尼樞機 102，羅斯德樞機 1，無名 8（選出盧恰尼樞機為新教宗）

### 戈登·湯瑪斯和馬克思·摩根-威士忌的聲稱選舉結果
在戈登·湯瑪斯和馬克思·摩根-威士忌（英語：Max Morgan-Witts）的聯合著作「教宗」（英語：PONTIFF，ISBN：0-451-12951-2）中，寫有以下的「選舉結果」：
- 第一輪投票：西里樞機 25，盧恰尼樞機 23，派尼多利樞機 18，巴治奧樞機 9，科尼格樞機 8，貝托利樞機 5，佩羅尼奧樞機 5，費利奇樞機 2，羅斯德樞機 2，其他14位樞機各得1票
- 第二輪投票：盧恰尼樞機 46，派尼多利樞機 19，羅斯德樞機 14，巴喬樞機 11，貝托利樞機 4，其他票數不詳
- 第三輪投票：盧恰尼樞機 66，派尼多利樞機 21，羅斯德樞機 2，其他票數不詳
- 第四輪投票：盧恰尼樞機 96，派尼多利樞機 10，羅斯德樞機 8（選出盧恰尼樞機為新教宗）